# Alessi Brothers
Pour les articles homonymes, voir Alessi (homonymie).

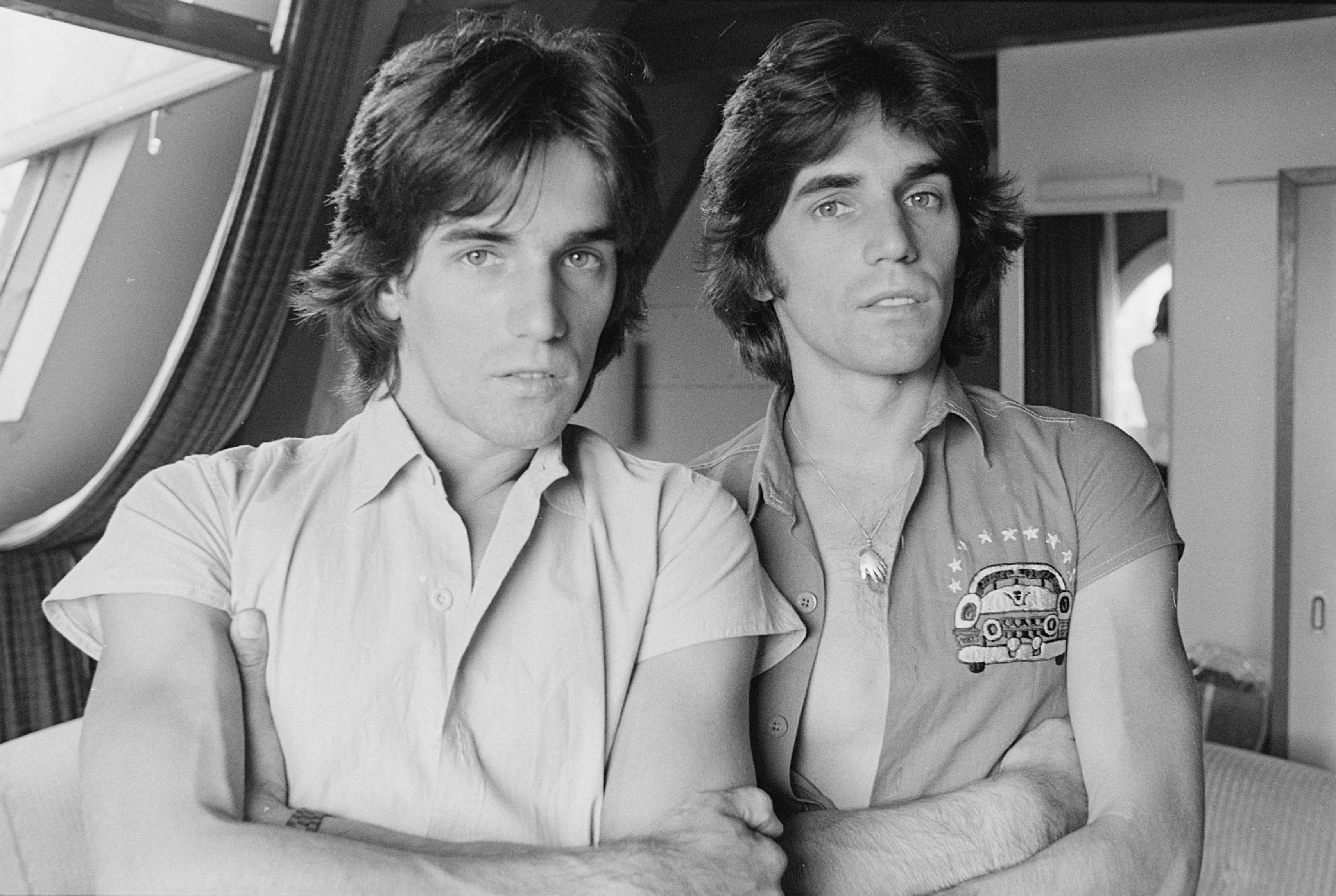
Alessi Brothers in 1977

Les Alessi Brothers sont un duo américain d'auteurs-compositeurs de musique pop. Il est constitué de frères jumeaux : Bill (« Billy ») et Bob (« Bobby ») Alessi, nés le 12 juillet 1953 à Long Island, dans l'État de New York.
Ils sont surtout connus pour les titres Oh Lori (1977) et Savin' the Day (1984).

## Carrière
En 1977, ils sont septièmes dans le classement des singles anglais avec leur titre Oh Lori et, en 1982, ils sont classés no 71 dans le top 100 américain avec leur titre Put away your love.
Oh Lori a été classé parmi les dix meilleurs titres dans dix-sept autres pays.
Les Alessi Brothers ont enregistré cinq albums chez des grandes compagnies de disques. Ils ont vendu au total huit millions d'albums à travers le monde et ont participé à une tournée avec Andy Gibb sur son Shadow Dancing tour.
Billy and Bobby Alessi ont collaboré avec Art Garfunkel sur son album Fate for breakfast, sorti en 1979, principalement en faisant les chœurs. En tant qu'arrangeurs vocaux, ils ont aidé Deborah Gibson sur son album M.Y.O.B., sorti en 2001, dont ils ont écrit le titre principal.
En 1984, les deux frères ont écrit la chanson Savin' the Day pour la bande originale du film Ghostbusters. La chanson a également été utilisée en 1986 dans le dessin animé tiré du film.
En 2016, la chanson Seabird est utilisée au générique de fin dans le film Hunt for the Wilderpeople. En 2023, on l'entend également dans l'épisode 8 de la saison 4 de la série Sex Education, ainsi que dans l'épisode 4 de la saison 2 de la série Our Flag Means Death. Elle est aussi présente dans le jeu Spider-Man 2 sur Playstation 5.

## Discographie

### Albums
- Room to Grow - avec Barnaby Bye - (1973) - Atlantic
- Touch - avec Barnaby Bye - (1974) - Atlantic
- Alessi - (1977) - A&M
- All for a Reason - (1978) - A&M
- Driftin'  - (1978) - A&M
- Words & Music - (1979) - A&M
- Long Time Friends - (1982) - Qwest
- Hello Everyone - (2003) - Eden Roc Records
- Just Like That - (2006) - Pink Records
- Thrice upon a Time - with Barnaby Bye - (2008) - Pink Records
- Live ! All our Life - (2009) - Atlantic
- Two of us - (2012) - Eden Roc Records
- Marathon Day - (2013) - Eden Roc Records
- Water - (2019) - Eden Roc Records
- Eden Roc - (2022) - Eden Roc Records

### Participation à une musique de film
- SOS Fantômes (Ghostbusters) - (1984) - Arista[Quoi ?] (Saving the Day)